# Шашов, Владимир Александрович
Владимир Александрович Шашов (род. 29 июля 1960) — советский и российский хоккеист, нападающий.

## Биография
Владимир Шашов — воспитанник детско-юношеской спортивной школы «Динамо» (Москва). В 1975—1981 годах выступал за команду «Динамо» (Москва), забросив 40 шайб в 222 матчах чемпионата СССР. За это время в составе своей команды он один раз становился серебряным призёром и три раза — бронзовым призёром чемпионата СССР. Его партнёрами по тройке нападения в московском «Динамо» в разные годы были Сергей Светлов, Алексей Фроликов, Игорь Акулинин и Андрей Вахрушев.
Шашов выступал за вторую сборную СССР по хоккею, в составе которой в 1980 году он стал победителем турнира на приз газеты «Ленинградская правда». Он также принимал участие в матчах молодёжной сборной СССР, в составе которой он стал победителем молодёжного чемпионата мира (1980).
В 1986—1990 годах Шашов выступал за команду «Динамо» (Рига), забросив за это время 43 шайбы в 180 матчах чемпионата СССР. В составе рижского «Динамо» он один раз (в 1988 году) стал серебряным призёром чемпионата СССР. Его партнёрами по тройке нападения в рижском «Динамо» в разные годы были Николай Варянов, Александр Белявский, Олег Знарок, Харийс Витолиньш и другие.

## Достижения
- Серебряный призёр чемпионата СССР — 1980[1], 1988[3][4].
- Бронзовый призёр чемпионата СССР — 1981, 1982, 1983[1].
- Финалист Кубка СССР — 1979[1].
- Победитель турнира на приз газеты «Ленинградская правда» (в составе второй сборной СССР) — 1980[1].
- Чемпион мира среди молодёжных команд — 1980[1].
- Обладатель Кубка «Сааб-Скания» — 1981[1].
- Обладатель Кубка Шпенглера — 1983[1].